# St. James’ Church (Dalhart)
Die St. James’ Church ist ein Gotteshaus der Episkopalkirche in der texanischen Kleinstadt Dalhart.

## Geschichte
Die Kirchengemeinde wurde im Jahr 1902 gegründet. Anfänglich fanden die Gottesdienste in Kirchengebäuden anderer Gemeinden, in einer Bank und im Felton Opera House statt. Mit dem Bau der St. James’ Church wurde im Jahr 1910 begonnen. Am 8. Januar 1911 weihte Right Reverend E. A. Temple, Bischof des Missionsdistrikts Nordtexas, das Gotteshaus.
1966 wurde die Kirche zur Recorded Texas Historic Landmark erklärt.